# Ленна
Ленна (итал. Lenna) — коммуна в Италии, располагается в регионе Ломбардия, в провинции Бергамо.
Население составляет 659 человек (2008 г.), плотность населения составляет 51 чел./км². Занимает площадь 13 км². Почтовый индекс — 24010. Телефонный код — 0345.
Покровителями коммуны почитаются святитель Мартин Турский, празднование 11 ноября, и святая мученица Лукия Сиракузская, празднование 13 декабря.

## Демография
Динамика населения: